# Leopold II. (Belgien)

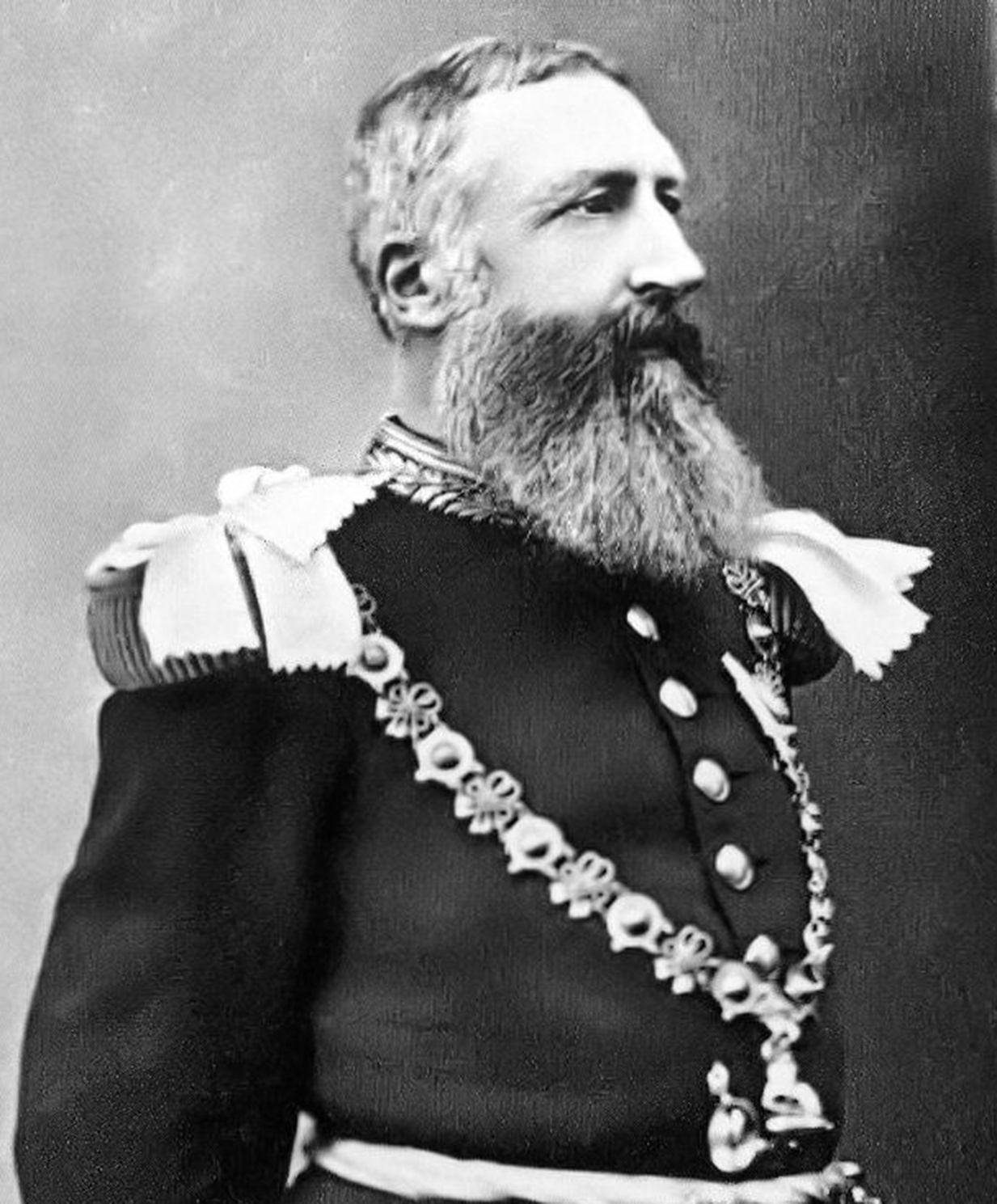
Leopold II. (ca. 1900)

Leopold II. (* 9. April 1835 in Brüssel; † 17. Dezember 1909 auf Schloss Laeken, Brüssel; eigentlich Leopold Ludwig Philipp Maria Viktor, französisch Léopold Louis Philippe Marie Victor, niederländisch Leopold Lodewijk Filips Maria Victor) aus dem Haus Sachsen-Coburg und Gotha war bis 1865 Herzog von Brabant und Prinz von Belgien und folgte seinem Vater Leopold I. auf den Thron des Königreichs Belgien. Von 1865 bis 1909 war er König der Belgier.
Leopold war Anhänger kolonialistischer Ideen und gründete in Zentralafrika den offiziell eigenständigen Kongo-Freistaat, dessen absoluter Monarch und persönlicher Eigentümer er von 1876/1885 bis 1908 war. Zu dieser Zeit wurde aus dem Kongo vor allem Elfenbein und Kautschuk exportiert. Die einheimische Bevölkerung wurde dabei grausam misshandelt und ausgebeutet. Wie viele Menschen bei den „Kongogräueln“ ums Leben kamen, ist umstritten. Adam Hochschild, ein US-amerikanischer Journalist, der sich mit der Kolonialzeit in Belgisch-Kongo intensiv auseinandergesetzt hat, nannte in einem 1998 erschienenen Buch die Schätzung „zehn Millionen Opfer“. Der Historiker Christoph Driessen bezeichnet diese Zahl in seiner „Geschichte Belgiens“ dagegen als „nicht belegt“, spricht aber von einem „Verbrechen von apokalyptischen Ausmaßen“. 1908 wurde das riesige Territorium Eigentum des belgischen Staates und im Zuge dessen in Belgisch-Kongo umbenannt. Schätzungen für den Rückgang der kongolesischen Bevölkerung reichen von 1,5 bis 13 Millionen. Zu den Ursachen gehörten Massaker, Hungersnöte, Krankheiten und eine sinkende Geburtenrate.

## Leben

### Familienhintergrund

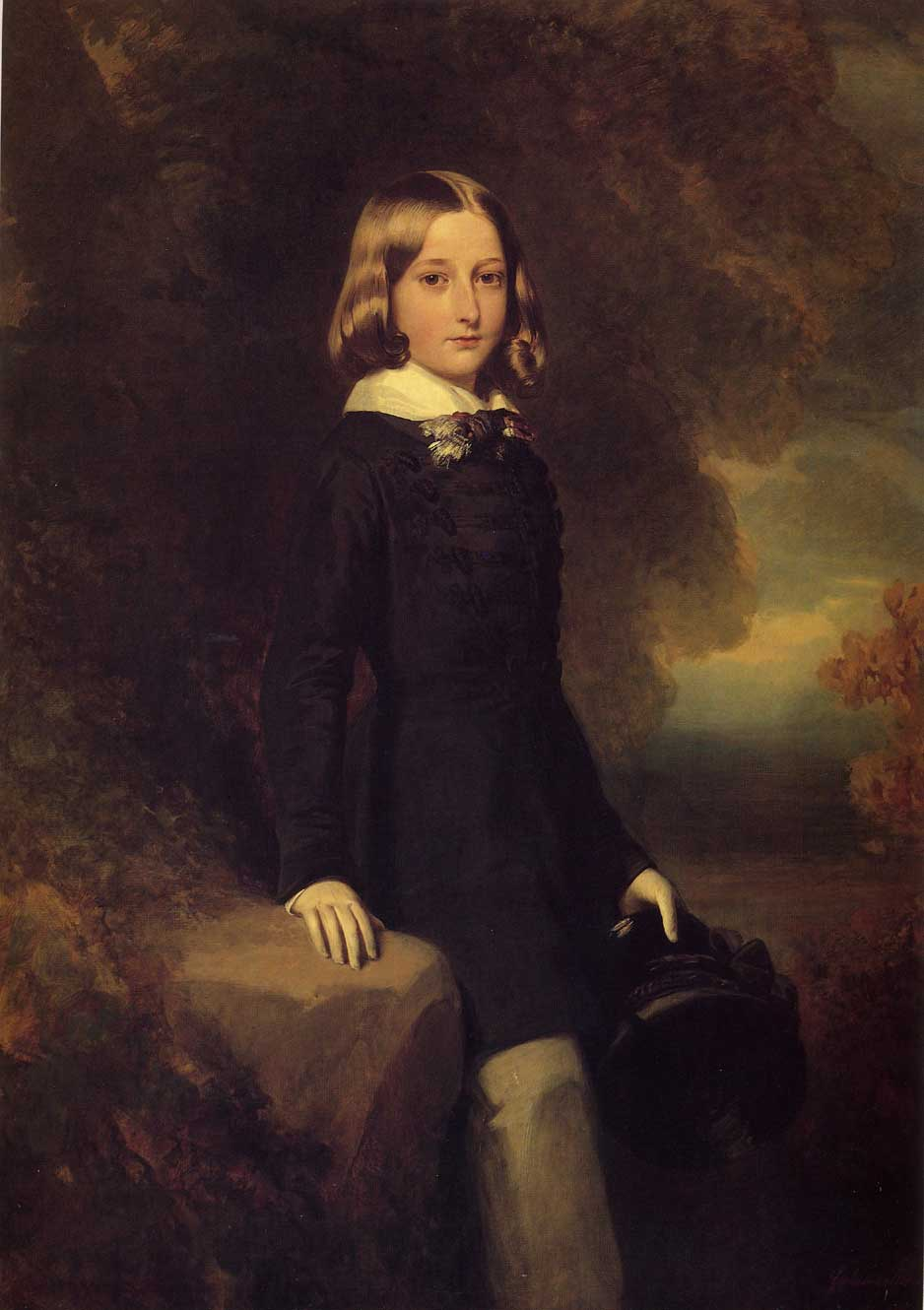
Leopold II. als Kind, Herzog von Brabant, Gemälde von Franz Xaver Winterhalter, 1844

Leopold wurde am 9. April 1835 in Brüssel als zweiter Sohn des amtierenden belgischen Monarchen Leopold I. und seiner zweiten Frau Louise d’Orléans, einer Tochter von Louis-Philippe I., von 1830 bis 1848 König der Franzosen, geboren. Leopolds Eltern hatten vier Kinder, von denen das älteste, Kronprinz Louis Philippe, noch vor Erreichen des ersten Lebensjahres verstarb. Nach ihm wurden noch der Bruder Philippe geboren sowie die Schwester Charlotte, welche Erzherzog Maximilian von Österreich, den späteren Kaiser Maximilian I. von Mexiko, ehelichte.
Durch seinen Vater war Leopold ein Cousin der britischen Königin Victoria sowie ihres Prinzgemahls Albert, da sein Vater, Alberts Vater und Victorias Mutter Geschwister waren. Sein Großvater König Louis-Philippe, seit 1848 im britischen Exil lebend, starb 1850, als Leopold 15 Jahre alt war. Seine als zerbrechlich beschriebene Mutter Louise war vom Tod ihres Vaters tief betroffen. Ihr Gesundheitszustand verschlechterte sich zusehends, sodass sie noch im selben Jahr an Tuberkulose verstarb.

### Kronprinz
Am 22. August 1853 heiratete Kronprinz Leopold Marie Henriette Anne von Habsburg-Lothringen (1836–1902), Erzherzogin von Österreich, die Tochter von Erzherzog Joseph von Österreich (1776–1847), einem Sohn des Kaisers Leopold II. (1747–1792).

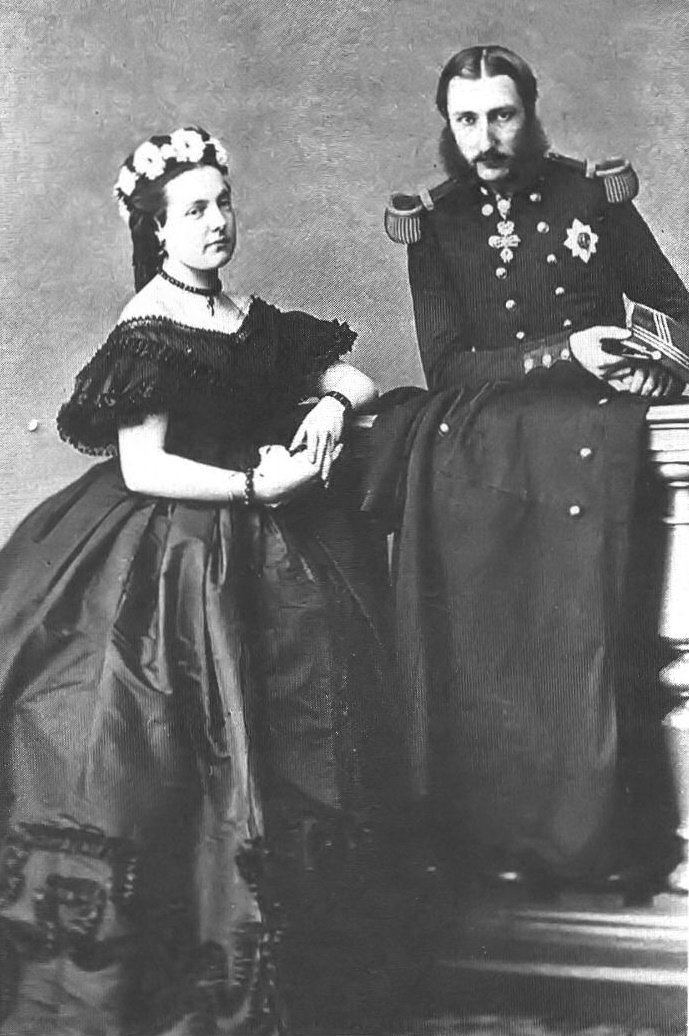
Leopold und Marie Henriette

Der Gesundheitszustand des Kronprinzen galt als prekär – angeblich war seine Lunge schwach, und ein Bein war lahm. Von 1853 bis zu seiner Thronbesteigung begab er sich deshalb mehrfach auf weite Seereisen. 1854 bis 1855 besuchte er Ägypten und den Nahen Osten. Nach Ägypten kehrte er 1860 und 1862 zurück und bereiste 1864 bis 1865 Indien und China.
Bereits als Kronprinz verfolgte Leopold die Idee, das im europäischen Machtgefüge unbedeutende Belgien durch den Erwerb von Kolonien zu Reichtum und Macht gelangen zu lassen. Die Niederlande, deren Kolonie in Niederländisch-Indien, dem heutigen Indonesien, von wirtschaftlichem Erfolg gekennzeichnet war, der sich nach dem Bau des Suezkanals noch steigerte, waren ihm ein Beleg dafür. Sein Vater, Leopold I., hatte zeitweise ähnliche Ideen verfolgt. Nach dem Fehlschlag einer Koloniegründung in Südamerika hatte er sich jedoch davon weitgehend distanziert.

### Thronbesteigung 1865
1865 starb Leopold I. Den Beginn der Regierungszeit Leopolds II. prägten parlamentarische Auseinandersetzungen über Wahlrechts- und Bildungsfragen. Nach dem deutsch-französischen Krieg 1870/1871 legte Leopold großen Wert auf die militärische Verteidigung als Voraussetzung für die Neutralität Belgiens. Die allgemeine Wehrpflicht, die er als notwendig dafür sah, konnte er allerdings erst auf seinem Totenbett am 14. Dezember 1909 durchsetzen.
Als konstitutioneller Monarch hatte Leopold II. grundsätzlich wenig Macht, seine Politik durchzusetzen. Dazu zählte auch seine Idee, Belgien zu einer Kolonialmacht zu entwickeln. Weder die belgische Regierung noch seine Untertanen waren am Aufbau von Kolonien interessiert, deren Entwicklung kostenintensiv und kaum umsetzbar erschien. Die Weltregionen, in denen dies erfolgversprechend möglich war, waren schon weitgehend unter den bestehenden Kolonialmächten aufgeteilt. Leopold II. gehörte jedoch zu den wohlhabendsten Männern Europas. Er hatte beträchtliches Privatvermögen von seinen Eltern ererbt und dieses erfolgreich durch Spekulationen in Anteilen des Suezkanals vermehrt. Dies gab ihm den Spielraum, als Privatmann umzusetzen, was ihm als Monarch unmöglich war.
Während des Deutsch-Französischen Kriegs 1870/71 sprach er sich für die Neutralität seines Landes aus, und es gelang ihm, Belgien aus den kriegerischen Handlungen herauszuhalten.

### Aktivitäten in Belgien
Leopold setzte das Geld aus dem Kongo für Bauten ein. Er baute seine Residenz, das Laekener Schloss, um und legte im Schlosspark große Gewächshäuser an.
Er ließ die Avenue Louise oder Louizalaan in Brüssel bauen, den Jubelpark mit Triumphbogen (zum 50. Geburtstag Belgiens 1881), die Avenue de Tervuren, die zum ebenfalls von ihm gebauten Königlichen Museum für Zentralafrika im etwa zehn Kilometer entfernt gelegenen Tervuren führt, sowie Bauten in der Kurstadt Spa, die Gileppe-Talsperre und anderes mehr. Bis heute sind in Belgien, trotz seiner Verbrechen im Kongo, Statuen von Leopold II. zu finden. Diese wurden allerdings erst nach seinem Tode errichtet.
1900 wandelte er diesen Besitz in eine königliche Schenkung um und übergab ihn dem Staat, der nun für den Erhalt aufkommen musste. In den Schenkungsbedingungen ist unter anderem festgelegt, dass das Volk nur während zweier Wochen im Jahr Zugang zu den königlichen Gewächshäusern hat, die es finanziert. Im Jahr 1908 vermachte Leopold sein verbliebenes Vermögen der Niederfüllbacher Stiftung, über die er aber selbst verfügen konnte. Allerdings schon gut ein Jahr nach seinem Tod, Anfang 1911, überließen die Stiftungsverwalter die Wertpapiere gegen eine Abfindung dem belgischen Staat.
Leopold starb am 17. Dezember 1909 als ein von den übrigen europäischen Herrschern weitgehend isolierter Monarch. Auf dem Thron folgte ihm sein Neffe Albert I. nach. Leopold II. wurde in der Krypta der Liebfrauenkirche zu Laeken, Brüssel, beigesetzt.

### 1876–1885: Landnahme entlang des Kongos

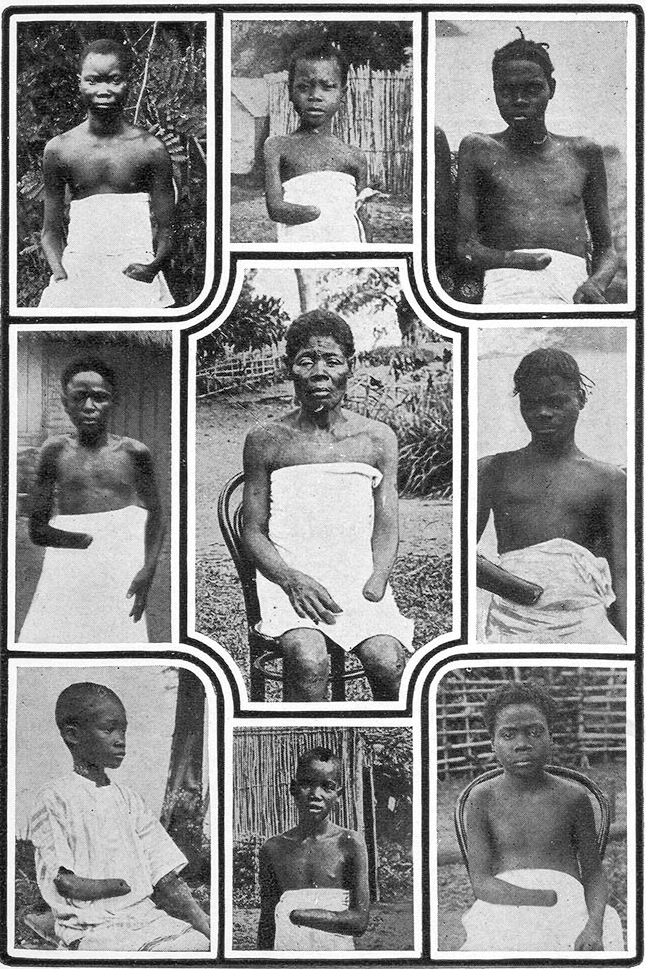
Kindern und Erwachsenen im Kongo, die nicht genug Kautschuk gesammelt hatten, wurden unter Leopolds Herrschaft zur Strafe die Hände abgehackt. (Aus: König Leopolds Selbstgespräch von Mark Twain, 1905)

Die Erforschung des Landesinneren von Afrika südlich der Sahara begann in der zweiten Hälfte des 19. Jahrhunderts. Leopold II. verfolgte alle Entdeckungsreisen im afrikanischen Kontinent aufmerksam. Die Nachrichten der ersten Entdecker bewiesen, dass das Landesinnere südlich der Sahara nicht wüst und leer war, was man lange Zeit vermutet hatte. Verney Cameron, einer der ersten Entdeckungsreisenden in dieser Region, berichtete von unermesslichen Schätzen im Kongobecken. Vermutlich erkannte Leopold II. früher als andere, dass mit der Entwicklung der Dampfschifffahrt und mit Chinin als Medikament, um tödlichen Krankheiten Afrikas zu begegnen, eine Kolonialisierung Afrikas in den Bereich des Möglichen rückte. Nachdem seine Überlegungen, im asiatischen Raum eine belgische Kolonie zu begründen, sich bereits im Planansatz als nicht realisierbar erwiesen hatten, begann er, sich auf eine Koloniegründung in Afrika zu konzentrieren. Als eine der ersten Maßnahmen finanzierte er eine internationale geographische Konferenz, die im September 1876 in Brüssel stattfand. In seiner Eröffnungsrede bezeichnete er die Entwicklung Afrikas als einen Kreuzzug, der des 19. Jahrhunderts als Zeitalter des Fortschritts würdig sei, und betonte, dass sein und Belgiens Interesse daran rein philanthropischer Natur sei. Auf der Konferenz diskutierten Forschungsreisende und Geographen, auf welche Weise man Zentralafrika der Zivilisation zugänglich machen könne. Dazu schlug man vor, von Loanda bis Sansibar eine Kette von Stützpunkten zu errichten. Die Versammelten einigten sich auch auf die Gründung der Internationalen Afrika-Gesellschaft, die als internationale, vorgeblich wissenschaftlich-philanthropische Organisation die Entwicklung Afrikas koordinieren sollte.

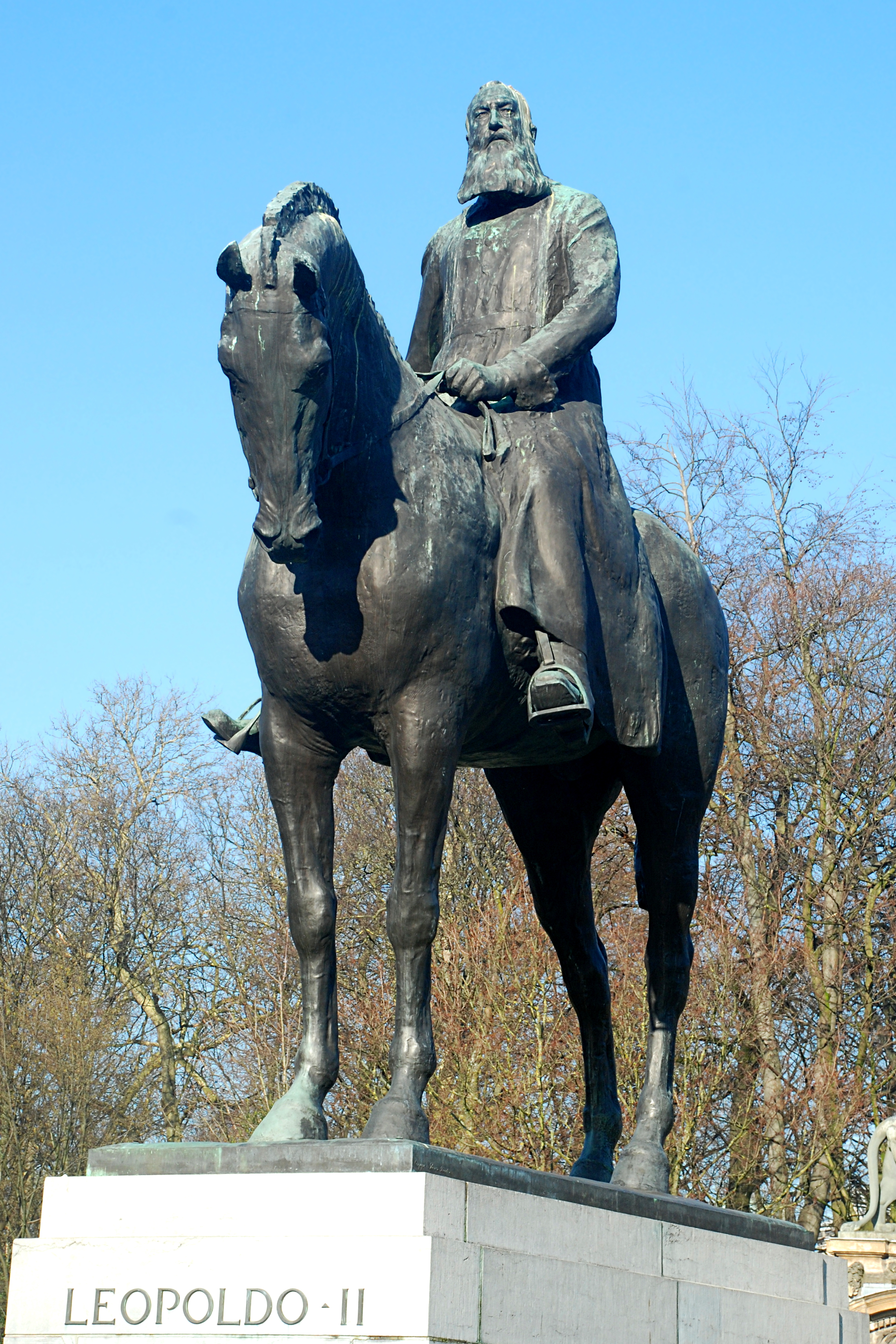
Reiterstandbild von Leopold II. in Brüssel

Leopolds Initiative stieß in Europa und Nordamerika auf ein positives Echo. Die Motive, die Leopold II. jedoch eigentlich verfolgte, zeigen sich in einem Brief, den er am 17. November 1877 an den belgischen Botschafter in London richtete. Darin bezeichnet er Henry Morton Stanley als den Mann, durch den Belgien zu einer afrikanischen Kolonie entlang des Kongo gelangen könnte:

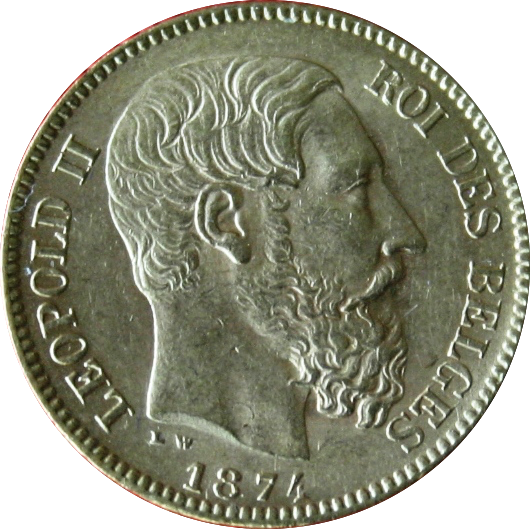
20 Francs Goldmünze von 1874 mit dem Konterfei Leopold II.

„Ich bin ganz sicher, dass mich die Briten stoppen werden, wenn ich Stanley offen damit beauftragen würde, in meinem Namen Besitz von einem Teil Afrikas zu nehmen. Wenn ich sie um Rat fragen würde, würden sie mich nicht weniger davon abhalten. Würde ich dagegen Stanley mit weiteren Expeditionen beauftragen, würde das keinen verletzen. Und uns würde dies Stützpunkte geben, die wir später in Besitz nehmen könnten […].“

Die Briten waren jedoch an einer weiteren Kolonialisierung Afrikas weitaus weniger interessiert, als Leopold II. vermutete. Um die britische Kolonie an der Südspitze Afrikas zu schützen, drangen britische Truppen während der nächsten Monate nach Norden vor. Dies führte zum Zulukrieg, den die Briten zwar langfristig gewannen, in dem so verheerende Niederlagen wie die in der Schlacht von Isandlwana ihnen aber auch die Kosten einer solchen Kolonialisierungspolitik demonstrierten.
1878 gründete Leopold II. das Komitee zur Erforschung des oberen Kongo (französisch Comité d’Études du Haut Congo (CEHC)). Er beauftragte Stanley, die Untersuchungen durchzuführen. Während die offizielle Mission wissenschaftlicher oder philanthropischer Natur war, beauftragte er Stanley insgeheim, Land zu erwerben und Elfenbein mitzubringen. 1879 wurde das Komitee umbenannt in die „Association Internationale du Congo – Internationale Vereinigung des Kongos“.
Stanley gründete einige Siedlungen, darunter Leopoldville (heute Kinshasa), und begann mit dem Bau einer 200 km langen Piste von der Mündung des Kongo entlang der Livingstonefälle bis Stanley Pool (heute Pool Malebo). Ab dort ist der Kongo schiffbar. Bei diesem Projekt kamen viele der zwangsweise rekrutierten Einheimischen um. Er schloss außerdem mit etwa 450 Stammesfürsten Verträge ab, in denen diese ihr Land Leopold II. überschrieben. Dabei wurde vielen Häuptlingen glaubhaft gemacht, Leopold II. beherrsche sogar die Sonne. Mit dem Brennglas-Trick wurde dies bei Sonneneinwirkung demonstriert. Stanleys rücksichtsloses Vorgehen wurde in England stark kritisiert und brachte ihm den afrikanischen Spitznamen Bula Matari („der die Steine bricht“) ein.
1884/85 fand in Berlin die Kongokonferenz statt, organisiert von Otto von Bismarck. Leopold II. nahm nicht persönlich teil. Dennoch war die einzige direkte Entscheidung, die auch von allen Beteiligten dauerhaft respektiert wurde, dass der „Etat indépendant du Congo“ ins Eigentum der Internationalen Kongo-Gesellschaft überging. So hatten bereits 1884 Deutschland und die USA die Souveränität der Gesellschaft über das Land anerkannt. Da Leopold aber alleiniger Eigentümer der Gesellschaft war, ging das ganze Land de facto in seinen Privatbesitz über. Im Gegenzug deklarierte er sein Tropenreich zur Freihandelszone. Das Gebiet war mit rund 2,34 Mio. Quadratkilometern über siebzig Mal so groß wie das Königreich Belgien.

### 1885–1908: Der Kongo-Freistaat

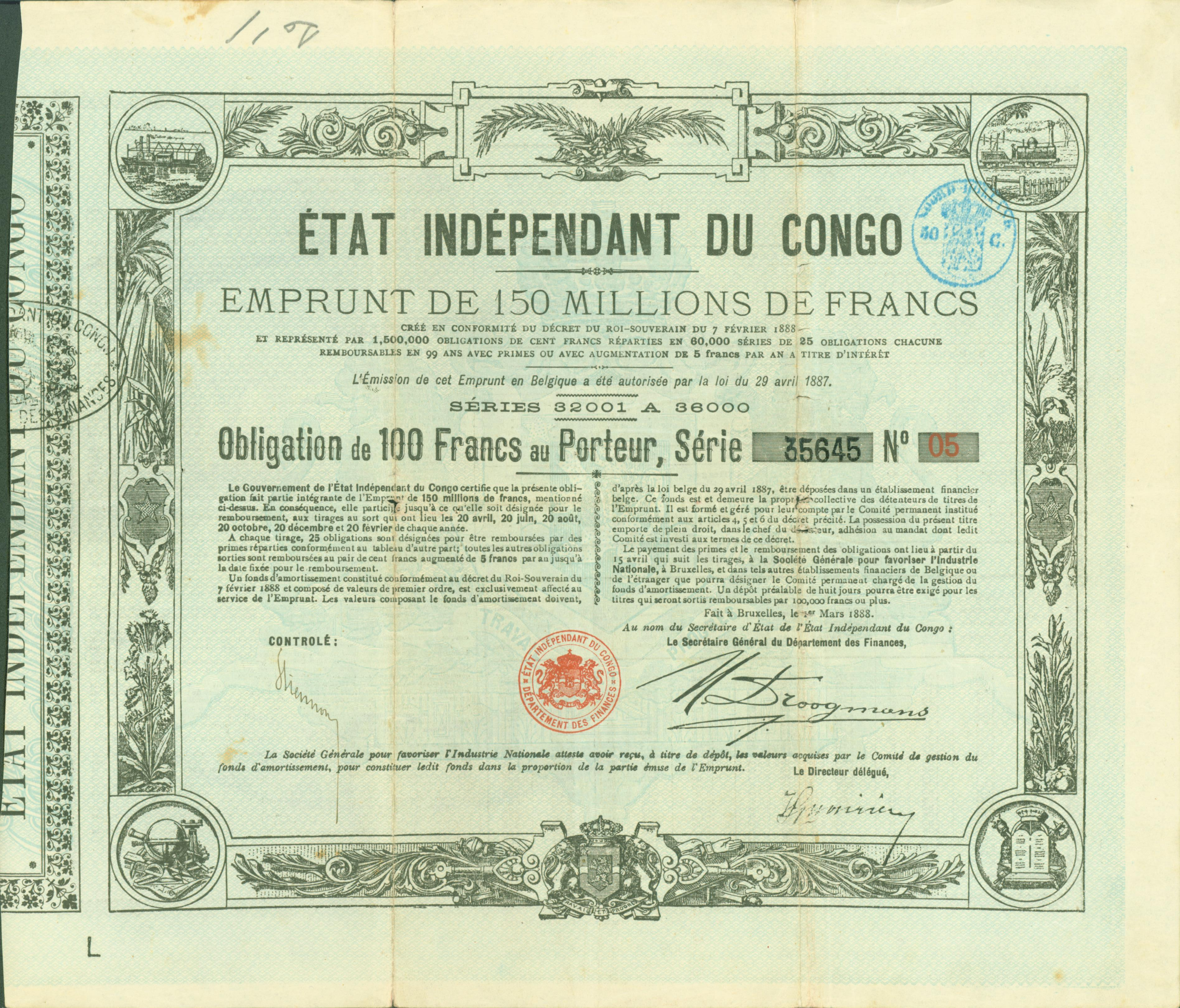
Obligation über 100 Francs des Kongo-Freistaates vom 1. März 1888

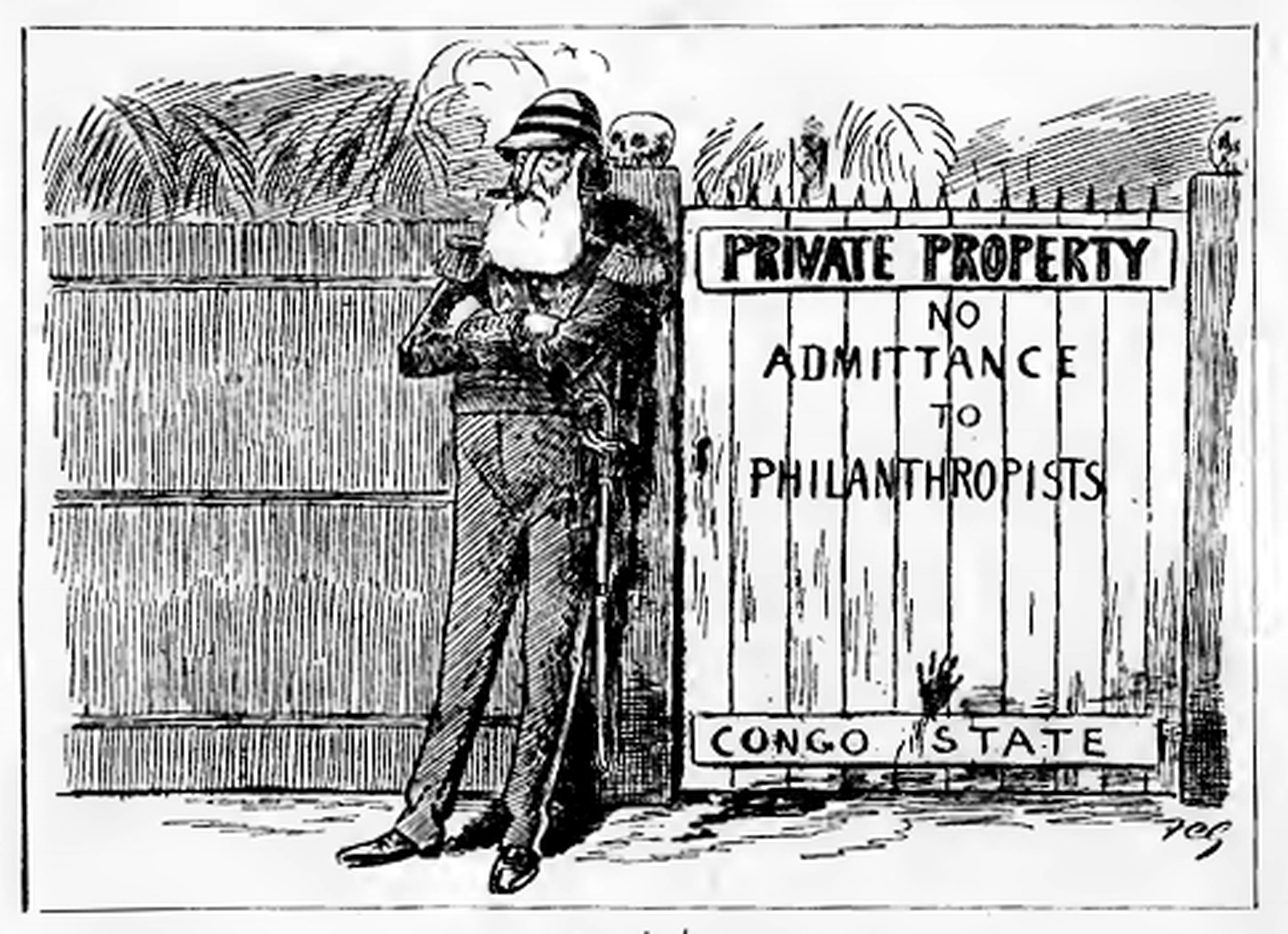
Cartoon von F. C. Gould, der König Leopold II. und den Kongo-Freistaat darstellt

1885 löste Leopold die Internationale Kongo-Gesellschaft auf, überführte ihren Besitz und ihre Strukturen in den neuen Staat und ließ sich vom belgischen Parlament als „souveräner König“ des neu geschaffenen, formal eigenständigen und unabhängigen Freistaates bestätigen. Der Kongo gehörte nun Leopold II. auch de jure persönlich.
Die ersten Jahre von 1876 bis 1885 des Freistaates (bzw. seines Vorläufers, der Internationalen Kongo-Gesellschaft) gelten als die „erträglicheren“ Jahre des Staates. Leopold investierte sein großes Privatvermögen in den Bau von Missionsstationen und Handelsposten sowie in den Ausbau der neuen Hauptstadt Boma. Aus der Sklaverei ostafrikanischer Sklavenhändler befreite Kongolesen wurden an Schulen unterrichtet.
So erzog sich Leopold in wenigen Jahren loyale, europäisch orientierte einheimische Helfer, die in Handelsposten und den Missionsstationen die Europäer in Bildung und Verwaltung unterstützten. Diese ehemaligen Sklaven dienten Leopold in Belgien als Rechtfertigung seiner Politik, und einige von ihnen wurden als gelungenes Beispiel für die Menschenfreundlichkeit seiner Politik nach Antwerpen geschickt. 1898 gründete Leopold das Musée Colonial de Tervueren (heute Königliches Museum für Zentral-Afrika), nachdem er bereits auf der Weltausstellung Brüssel 1897 eine Kolonialausstellung gezeigt hatte.
Der Aufbau des Staates verschlang Leopolds beträchtliche Privatmittel. Daher kam der formal unabhängige Kongo-Freistaat immer mehr in Berührung mit dem belgischen Staat, der Leopold Kredite und Zahlungen bewilligte. Außerdem suchte Leopold nach einem ökonomischen System, das seine wirtschaftlichen Verluste in Gewinn umwandelte. Er fand es im System der blanken Ausbeutung und faktischen Leibeigenschaft.
1888 erließ er drei Dekrete: Das erste verbot Waffenhandel, das zweite legte die Bedingungen für die Beschäftigung einheimischer Arbeiter fest, und das dritte bildete die Basis für die Schaffung der Force Publique, einer Art Kolonialarmee. Er überzeugte das belgische Parlament, ihm 10 Millionen Franken für seine Projekte im Kongo vorzuschießen. Damit wurden verschiedene größere Infrastrukturprojekte wie der Bau der Matadi-Kinshasa-Bahn von der Flussmündung bis Stanley Pool begonnen, die 1898 fertiggestellt wurde. Zusätzlich wurde die kürzere Boma-Tshela-Bahn gebaut. Nahe Boma wurden 1891 die große Festung Fort de Shinkakasa errichtet und der Hafen von Matadi ausgebaut.
Um diese größeren Infrastrukturmaßnahmen sowie den kleineren Ausbau von Posten zu bezahlen, benötigte Leopold weitere finanzielle Mittel. Von 1876 bis 1885 hatte Leopold rund 10 Millionen Belgische Franc in seinen Privatstaat investiert. 1886 erwirtschaftete der Staat allerdings lediglich Einnahmen von rund 75.000 Franc. Tauschhandel war die Norm im Land, weswegen es nicht möglich war, Steuern einzutreiben. Also sollten die Kongolesen ihre Steuern in Naturalien bezahlen.
Zunächst wurde Elfenbein nach Europa geliefert. Die Monopolisierung des Elfenbeinhandels auf die Europäer zerstörte die alten Handelsnetze. 1897 wurden 245 Tonnen Elfenbein exportiert, was rund 50 % der weltweiten Handelsmenge darstellte. Bald kam Kautschuk hinzu, denn 1844 hatte Charles Goodyear ein Patent für die Vulkanisierung von Gummi erhalten. Dadurch konnten Reifen hergestellt werden. Der Bedarf an diesem Rohstoff war seitdem stetig gewachsen. 44 Jahre, nachdem sich Goodyear die Vulkanisierung des Kautschuks hatte patentieren lassen, erfand John Boyd Dunlop den Luftreifen. Er war angesichts der damaligen gepflasterten Straßen und der Schlaglöcher auf den Landstraßen ein Erfolg, der die Nachfrage nach Kautschuk nochmals deutlich steigerte. Die Truppen des Königs überfielen Dörfer, und die Bewohner erhielten den Befehl, eine bestimmte Menge Kautschuk zu sammeln, sonst wurde das ganze Dorf niedergebrannt. Wer zu fliehen versuchte, wurde erschossen. Um zu kontrollieren, ob die Soldaten nicht nur gejagt hatten, mussten sie für verbrauchte Munition die Hände der erschossenen Menschen vorlegen. Wenn Soldaten doch gejagt hatten, wurden deshalb auch lebenden Menschen die Hände abgehackt. Eine andere Deutung der Praxis, die Hände abzuhacken, ist laut der Fachzeitschrift Message, dass Druck auf die Zulieferer ausgeübt wurde: Wer nicht genug Kautschuk liefert, dem wird eine Hand abgehackt. Zudem bewirkte der Druck auf die Einheimischen, ständig Kautschuk zu sammeln, dass diese immer weniger dazu kamen, ihre Felder zu bestellen. In manchen Gegenden verhungerten 60–90 % der Bevölkerung oder verließen ihre Dörfer, um sich dem Zugriff des Staates zu entziehen. Betrug 1890 der Kautschukertrag lediglich 100 Tonnen im Jahr, waren es 1901 bereits 6.000 Tonnen.
Die Methoden, mit denen belgische Handelsgesellschaften und das Militär im Kongo vorgingen, sind unter anderem in Joseph Conrads Buch Herz der Finsternis (veröffentlicht 1899) geschildert. Conrad (1857–1924) hatte 1890 als Kapitän eines Flussschiffes angeheuert. Er wurde jedoch schon bald nach seiner Ankunft krank. Auch was er im Kongo mit ansehen musste, ließ ihn so bald wie möglich nach England zurückkehren. Unter anderem sah er, wie die Soldaten Körbe voller verwesender Hände zum Zählen zu ihren Stützpunkten schafften. Er sah auch, wie an einem Stützpunkt die Köpfe von Hingerichteten auf Pfählen ausgestellt waren.
Die Strukturen des Kongo-Freistaats erleichterten den Missbrauch der Macht. Von einem wirklichen Staat konnte man nur in der am Atlantik gelegenen westlichsten Provinz Kongo Central sprechen. Der überwiegende Teil des riesigen Landes von der Größe Westeuropas wurde von rund 3.000 Europäern kontrolliert und sollte so billig wie möglich verwaltet werden. Viele belgische Offiziere kamen aus dem Kleinbürgertum und hatten keine Vorstellungen von Afrika und seinen Lebensbedingungen. Auf einen einsamen Posten fernab jeder vertrauten Umgebung versetzt, von Malaria und Luftfeuchtigkeit geplagt, bildeten sich unter den Offizieren oftmals Ängste, Melancholie bis hin zu komplettem Wahnsinn und Allmachtsfantasien, was schließlich in zahlreichen Massakern endete. Auch gab es faktisch keinerlei Rechtswesen. Durch das Fehlen von Gerichten, von Gesetzen oder überhaupt einer Gewaltenteilung war dem Machtmissbrauch der Offiziere, der Beamten und der Angestellten der Gesellschaften Tür und Tor geöffnet. So etablierte erst der belgische Staat nach dem Ende des Freistaates eine erste unabhängige Staatsanwaltschaft (procureur général), die gegen korrupte oder gewalttätige Beamte vorgehen konnte. Bis dahin waren weite Gebiete des Kongo auch de jure in einer absoluten Despotie der örtlichen Beamten gefangen, die sowohl politisch als auch juristisch vor Ort die oberste Instanz bildeten und deren Exzesse nur im Umland der Hauptstadt Boma (in der einige europäische Mächte offizielle Gesandtschaften eingerichtet hatten) unterblieben. So ließ Leon Fievez in den ersten vier Dienstmonaten als Distrikt-Kommissar der Provinz Équateur 572 Menschen ermorden. Anschließend unternahm er immer wieder Strafaktionen. Bei einer einzelnen Strafexpedition ließ er 162 Dörfer niederbrennen und 1.346 Menschen hinrichten. In seiner Provinz wurde der höchste Kautschukertrag erzielt.
1891 führte der kanadische Entdecker und britische Militärkommandant William Grant Stairs im Auftrag Leopolds II. eine Expedition an, die Belgien die Kontrolle über die Kupfergebiete von Katanga sicherte. 1897 führte die Force Publique einen Feldzug unter Louis Napoléon Chaltin, um die Lado-Enklave zu gewinnen und Leopolds Traum von einem „Reich am Nil“ näherzukommen.

## Bewertung und Wahrnehmung

### Bewertung der Kongo-Politik

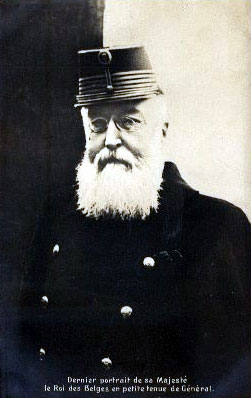
König Leopold II., letzte Aufnahme

Es gibt unterschiedliche Schätzungen, wie viele Bewohner des Kongo-Freistaates unter Leopolds Herrschaft ermordet wurden bzw. durch die Folgen seiner Politik starben bzw. vertrieben wurden.
Zwischen 1880 und 1920 sank die Bevölkerungszahl des Kongo um mindestens die Hälfte. So hatte die Ortschaft Lukolela 1891 noch 6000 Einwohner. 1903 waren es weniger als 400.
Adam Hochschild spricht von 10 Millionen Toten, was auf einer Schätzung von Jan Vansina basiert.
Viele Menschen wurden grausam misshandelt, gequält und brutal verstümmelt. Viele konnten in der Folge sich selbst und ihre Familien nicht mehr ernähren und verhungerten.
Der belgische Historiker David Van Reybrouck merkt an, dass die ganze Kolonialpolitik Leopolds in der Ausbeutung enden musste, weil der Geburtsfehler des Kongo-Freistaats bereits in der Kongokonferenz besiegelt wurde.
Um einen Staat zu entwickeln, braucht es zunächst sehr viel Geld. Beamte, Ärzte, Lehrer, Soldaten, Missionare müssen bezahlt, Infrastruktur-Projekte wie Eisenbahnen, Festungen, Forts, Siedlungen, Schulen, Krankenhäuser gebaut werden. Leopold war zwar einer der reichsten Menschen seiner Zeit, allerdings überstieg es bei weitem seine Mittel, diese Kosten langfristig zu tragen. So war der Staatshaushalt des Freistaates de facto identisch mit seinem Privatvermögen. Daher war es wenig verwunderlich, dass 1890 sowohl Leopold als auch der Freistaat auf den Bankrott zusteuerten. Die Politik der Ausbeutung war daher logische Folge einer von Anfang an nicht dauerhaft lebensfähigen Struktur. Allerdings zeigte sich der Charakter von Leopolds Politik darin, dass er dieses System nicht über Bord warf, als er sich um 1900 finanziell konsolidiert hatte. Er behielt das System weiterhin bei, und so flossen die Reichtümer aus dem Kongo nach Belgien, wo Leopold zahlreiche Projekte und Bauvorhaben tätigte, z. B. das Jubelparkmuseum, den Königlichen Palast, die Prachtstraße von Tervuren samt Königlichem Museum für Zentral-Afrika, und sich als Wohltäter ausgab. Größere Investitionen im Kongo (vom Ausbau der Armee als Mittel der Unterdrückung abgesehen) oder der institutionelle Ausbau eines Staates, der die Einwohner vor der Willkür der Beamtenschaft geschützt hätte, fanden nicht statt. Mit Leopolds Investitionen erlebte Belgien in diesen Jahren einen wirtschaftlichen und kulturellen Aufschwung.
Leopold schuf einen Staat, der wie eine Pyramide aufgebaut war: Leopold, seine Handlanger in den Gesellschaften und die rund 1000 europäischen Beamten profitierten, während die breite Masse der Millionen Kongolesen verelendete, umkam oder flüchtete. Leopold war angetreten, das System der Sklaverei zu beenden, das den Kongo vor seiner Machtübernahme plagte. Er schuf aber ein weitaus schlimmeres System.
„Zur Kennzeichnung der Kolonialpolitik von Leopold gebrauchten Zeitgenossen Begriffe, die damals als die vielsagendsten galten: ‚curse‘ (Fluch), ‚slave state‘ (Sklavenstaat), ‚rubber slavery‘ (Sklavenarbeit des Gummis), Verbrechen, Ausplünderung… Heute schreckt man nicht mehr vor den Wörtern Massenmord und Holocaust zurück.“ so Elikia M’Bokolo, einer der ersten kongolesischen Historiker.
1890 wurde auf der 33. Sitzung der Brüsseler Konferenz beschlossen, dass dem Sklavenhandel in Afrika ein Ende gemacht werden solle. Ab 1904 zeigten die Kampagnen einiger Missionare und Zeitungsmacher, die Verbrechen an der Bevölkerung öffentlich anprangerten, Erfolge. Große Zeitungen berichteten regelmäßig, die Kirchen verurteilten die Behandlung der Bevölkerung. Initiiert wurde die Kampagne von Edmund Dene Morel. Morel hatte für eine Reederei gearbeitet, die im Auftrag Leopolds Waren von und nach dem Kongo brachte. Er wurde misstrauisch, weil die Schiffe aus dem Kongo vollbeladen waren mit Elfenbein und Kautschuk, auf dem Rückweg aber nur Waffen und Munition transportierten. Statistiken über Handel und Gewinne belegten, dass es sich hierbei nur um die systematische Versklavung der Einheimischen handelte, die von höchster Stelle legitimiert sein musste. In seinen Aufzeichnungen schrieb Morel: „Mir wurde schwindlig und übel, als mir die Bedeutung meiner Entdeckung bewußt wurde. Es ist schlimm genug, zufällig einen Mord aufzudecken. Ich aber war zufällig auf eine Gesellschaft von Mördern gestoßen, deren Komplize der König selbst war.“ Er gab einen regelmäßigen Rundbrief heraus mit Berichten aus dem Kongo, die er von Missionaren und Reisenden erhielt. 1903 entsandte Großbritannien den Diplomaten Roger Casement an den Kongo, um die Anschuldigungen gegen Leopold II. und sein Regime zu untersuchen. Im Casement-Report von 1903 bestätigte Großbritannien Morels Anschuldigungen.
1908 verurteilten die Regierungen Großbritanniens und der USA das Herrschaftssystem Leopolds. Auf Druck der Weltöffentlichkeit musste Leopold II. einem Gesetz des belgischen Parlaments zustimmen, wonach der belgische Staat dem König diesen Freien Kongostaat abkaufte und ihn als die Kolonie Belgisch-Kongo verwaltete.
Leopold II. wurde in der Folge dieser Ereignisse zu einer der meistgehassten Personen Europas. Im Dezember 1909 wurden seine sterblichen Überreste beim Trauerzug von der belgischen Bevölkerung ausgebuht. Das britische Unterhaus appellierte am 28. April 1910 an Premierminister H. H. Asquith, beim bevorstehenden Besuch des belgischen Königs Albert I. (eines Neffen von Leopold II.) in London Druck auf diesen auszuüben.
Das 1967 auf Befehl des damaligen Präsidenten Mobutu Sese Seko demontierte sechs Meter hohe Reiterstandbild Leopolds in Kinshasa wurde im Februar 2005 von der Kabila-Regierung wieder aufgestellt, aber wenige Stunden später wieder demontiert.
Die Internetseite des belgischen Königshauses schreibt: „Aufgrund der durch die Europäer in Afrika begangenen Exzesse wird der Ruf von Leopold sowie der seines überseeischen Werkes in Frage gestellt“.

### Leopold II. in der Wahrnehmung seiner Zeitgenossen

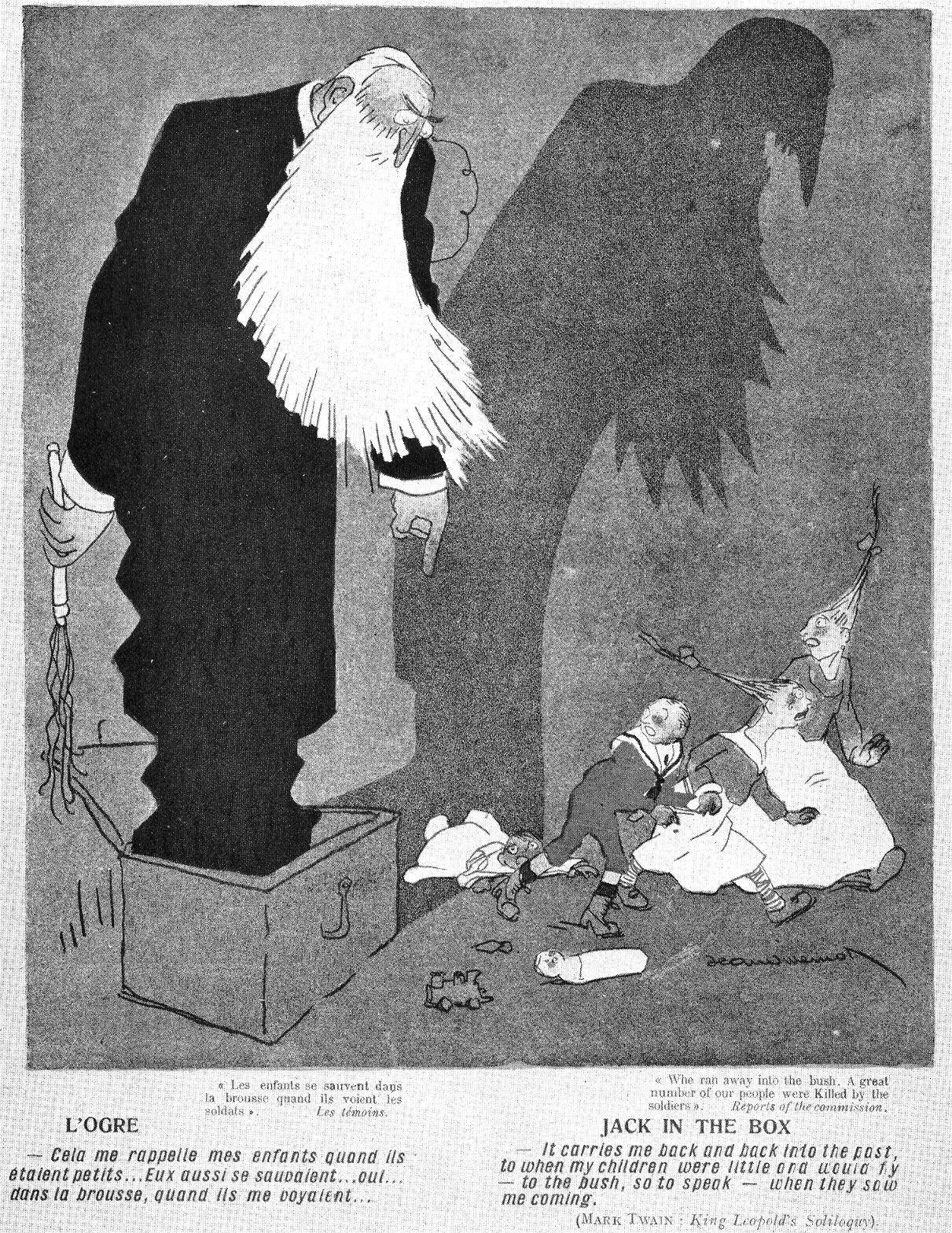
„Majestät Schachtelteufel“, Zeitgenössische Karikatur auf Leopold II.

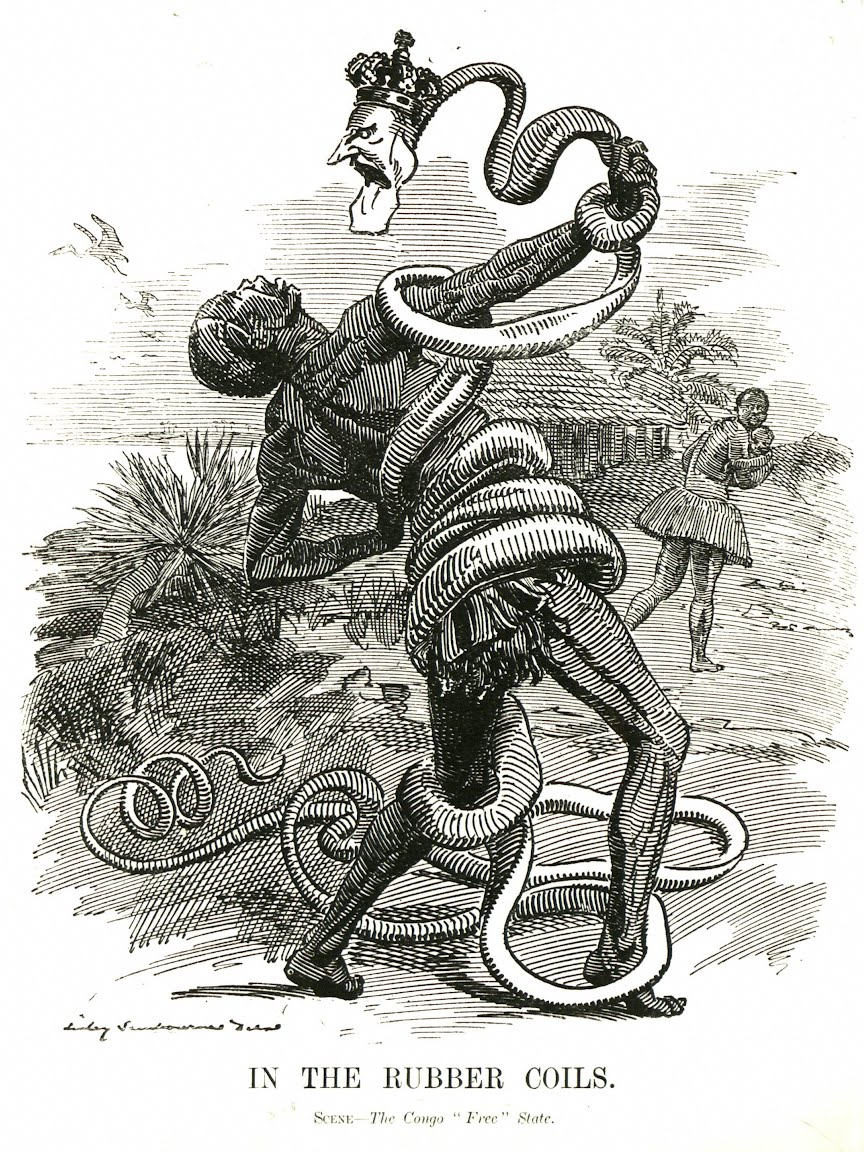
Der Kongo im Würgegriff der Kautschukliane König Leopold II., eine Karikatur der britischen Zeitschrift Punch, 1906

Viele prominente Schriftsteller beteiligten sich an der internationalen Verurteilung der Ausbeutung des Unabhängigen Kongostaates durch Leopold II. Die bekanntesten sind Sir Arthur Conan Doyle, der die Streitschrift The Crime of the Congo schrieb, Booker T. Washington sowie
- Joseph Conrad: In Heart of Darkness wird König Leopolds Belgisch-Kongo als Kolonialherrschaft beschrieben, in der Sklavenarbeit, Vergewaltigungen und Verstümmelungen an der Tagesordnung sind.
- Mark Twain: King Leopold’s Soliloquy ist eine mit beißendem Sarkasmus geschriebene Politsatire.

Der US-amerikanische Dichter Nicholas Vachel Lindsay (1879–1931) schrieb 1914 The Congo, worin er die Position der einheimischen Bevölkerung einnimmt:

“Listen to the yell of Leopold’s ghost
Burning in Hell for his hand-maimed host
Hear how the demons chuckle and yell
Cutting his hands off, down in Hell.”

„Leopolds Seel’ in der Höll’ hört ihr schrei’n,
zollt für verstümmelte Hände den Opfern sie Pein.
Horcht, wie die Teufel laut schrei’n vor Behagen,
wenn s’ in der Höll’ die Händ’ ihm nun abschlagen.“

In neuerer Zeit hinzugekommen:
- Adam Hochschilds King Leopold’s Ghost (erschienen 1998) beschreibt die Geschichte und Brutalität der Regentschaft Leopold II. in Belgisch-Kongo.

## Nachkommen
Der Ehe Leopolds mit Marie Henriette von Österreich entstammen vier Kinder:
- Louise Marie Amélie (* 18. Februar 1858 in Brüssel; † 1. März 1924 in Wiesbaden) ⚭ Prinz Philipp von Sachsen-Coburg und Gotha.
- Leopold Ferdinand Elie Victor Albert Marie, Graf des Hennegaus (als ältester Sohn des Thronfolgers), Herzog von Brabant (als Thronfolger), (* 12. Juni 1859 auf Schloss Laeken; † 22. Januar 1869 auf Schloss Laeken).
- Stéphanie Clotilde Louise Hermine Marie Charlotte (* 21. Mai 1864 auf Schloss Laeken; † 23. August 1945 in der Abtei Pannonhalma bei Györszentmarton, Ungarn)

1. ⚭ Erzherzog Rudolf von Österreich (aus der Ehe stammt die Tochter Elisabeth)
2. ⚭ Elemér Edmund Graf Lónyay von Nagy-Lónya und Vásáros-Namény, diese Ehe blieb kinderlos.

- Clementine Albertine Marie Leopoldine (* 30. Juli 1872 auf Schloss Laeken; † 8. März 1955 in Nizza, Frankreich) ⚭ Prinz Napoléon Victor Jérôme Frédéric Bonaparte (1862–1926), das Oberhaupt der Bonapartes.

Leopold hatte außerdem zwei nichteheliche Söhne, Lucien Philippe Marie Antoine (1906–1984) und Philippe Henri Marie François (1907–1914). Ihre Mutter Blanche Zélia Joséphine Delacroix (1883–1948) hatte er als junge Prostituierte in Paris kennengelernt, und er heiratete sie „zur linken Hand“ fünf Tage vor seinem Tod am 12. Dezember 1909.

## Vorfahren
|  |                                                                 |  |  |  |  |  |  |  |  |  |  |  |  |
|  | Ernst Friedrich von Sachsen-Coburg-Saalfeld (1724–1800)         |  |  |  |  |  |  |  |  |  |  |  |  |
|  |                                                                 |  |  |  |  |  |  |  |  |  |  |  |  |
|  |                                                                 |  |  |  |  |  |  |  |  |  |  |  |  |
|  | Franz von Sachsen-Coburg-Saalfeld (1750–1806)                   |  |  |  |  |  |  |  |  |  |  |  |  |
|  |                                                                 |  |  |  |  |  |  |  |  |  |  |  |  |
|  |                                                                 |  |  |  |  |  |  |  |  |  |  |  |  |
|  | Sophie von Braunschweig-Wolfenbüttel (1724–1802)                |  |  |  |  |  |  |  |  |  |  |  |  |
|  |                                                                 |  |  |  |  |  |  |  |  |  |  |  |  |
|  |                                                                 |  |  |  |  |  |  |  |  |  |  |  |  |
|  | Leopold I. König von Belgien (1790–1865)                        |  |  |  |  |  |  |  |  |  |  |  |  |
|  |                                                                 |  |  |  |  |  |  |  |  |  |  |  |  |
|  |                                                                 |  |  |  |  |  |  |  |  |  |  |  |  |
|  | Heinrich XXIV. von Reuß-Ebersdorf (1724–1779)                   |  |  |  |  |  |  |  |  |  |  |  |  |
|  |                                                                 |  |  |  |  |  |  |  |  |  |  |  |  |
|  |                                                                 |  |  |  |  |  |  |  |  |  |  |  |  |
|  | Auguste Reuß zu Ebersdorf (1757–1831)                           |  |  |  |  |  |  |  |  |  |  |  |  |
|  |                                                                 |  |  |  |  |  |  |  |  |  |  |  |  |
|  |                                                                 |  |  |  |  |  |  |  |  |  |  |  |  |
|  | Karoline Ernestine zu Erbach-Schönberg (1727–1796)              |  |  |  |  |  |  |  |  |  |  |  |  |
|  |                                                                 |  |  |  |  |  |  |  |  |  |  |  |  |
|  |                                                                 |  |  |  |  |  |  |  |  |  |  |  |  |
|  | Leopold II. König von Belgien                                   |  |  |  |  |  |  |  |  |  |  |  |  |
|  |                                                                 |  |  |  |  |  |  |  |  |  |  |  |  |
|  |                                                                 |  |  |  |  |  |  |  |  |  |  |  |  |
|  | Louis-Philippe II. Joseph de Bourbon, duc d’Orléans (1747–1793) |  |  |  |  |  |  |  |  |  |  |  |  |
|  |                                                                 |  |  |  |  |  |  |  |  |  |  |  |  |
|  |                                                                 |  |  |  |  |  |  |  |  |  |  |  |  |
|  | Louis-Philippe I. König der Franzosen, (1773–1850)              |  |  |  |  |  |  |  |  |  |  |  |  |
|  |                                                                 |  |  |  |  |  |  |  |  |  |  |  |  |
|  |                                                                 |  |  |  |  |  |  |  |  |  |  |  |  |
|  | Louise Marie Adélaïde de Bourbon-Penthièvre (1753–1821)         |  |  |  |  |  |  |  |  |  |  |  |  |
|  |                                                                 |  |  |  |  |  |  |  |  |  |  |  |  |
|  |                                                                 |  |  |  |  |  |  |  |  |  |  |  |  |
|  | Louise d’Orléans (1812–1850)                                    |  |  |  |  |  |  |  |  |  |  |  |  |
|  |                                                                 |  |  |  |  |  |  |  |  |  |  |  |  |
|  |                                                                 |  |  |  |  |  |  |  |  |  |  |  |  |
|  | Ferdinand I. König beider Sizilien (1751–1825)                  |  |  |  |  |  |  |  |  |  |  |  |  |
|  |                                                                 |  |  |  |  |  |  |  |  |  |  |  |  |
|  |                                                                 |  |  |  |  |  |  |  |  |  |  |  |  |
|  | Maria Amalia von Neapel-Sizilien (1782–1866)                    |  |  |  |  |  |  |  |  |  |  |  |  |
|  |                                                                 |  |  |  |  |  |  |  |  |  |  |  |  |
|  |                                                                 |  |  |  |  |  |  |  |  |  |  |  |  |
|  | Maria Karolina von Österreich (1752–1814)                       |  |  |  |  |  |  |  |  |  |  |  |  |
|  |                                                                 |  |  |  |  |  |  |  |  |  |  |  |  |
|  |                                                                 |  |  |  |  |  |  |  |  |  |  |  |  |

## Ehrungen
Anlässlich der Thronbesteigung von Leopold II. – am 17. Dezember 1865 – erschuf der belgische Bildhauer und Medailleur Leopold Wiener eine Krönungs-Ehrenmedaille.

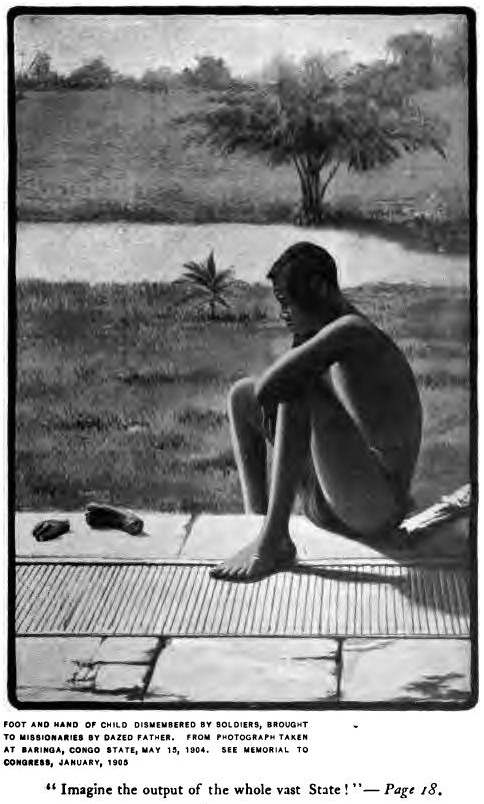
Das Foto Nsala of Wala in the Nsongo District (Abir Concession) – ein Vater blickt auf die abgeschnittene Hand und den abgeschnittenen Fuß seiner Tochter.

 Auf dem Seedeich von Ostende wurde 1931 ein Reiterstandbild von Leopold II. errichtet. Es trägt die Inschrift: „De dank van de Congolezen aan Leopold II“. Im Jahr 2004 sägten Unbekannte eine Hand eines dort dargestellten Afrikaners ab. Zu dieser Tat bekannte sich eine Aktionsgruppe namens De Stoete Ostendenoare. Am 23. Dezember 2009 meldete der belgische Rundfunksender VRT, die Aktionsgruppe habe sich bereit erklärt, die abgesägte Hand zurückzugeben, wenn die Stadt Ostende sich zur Wahrheit über die grausame belgische Herrschaft des Ex-Königs bekenne.

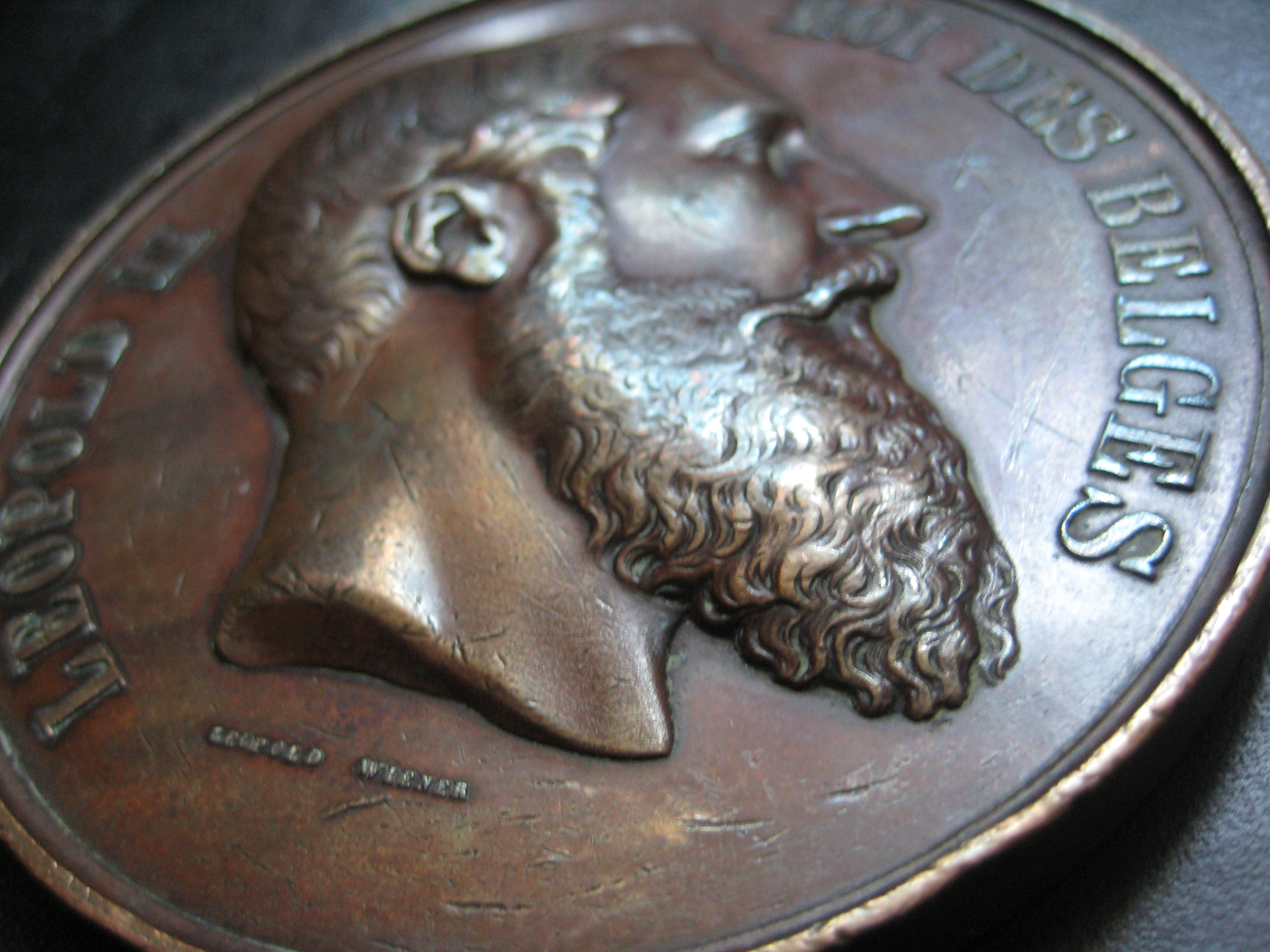
Krönungsmedaille Leopold II. – Thronbesteigung am 17. Dezember 1865 – von Leopold Wiener.

Im Zuge der ausgehend von den Vereinigten Staaten im Juni 2020 auch in zahlreichen anderen Ländern stattfindenden Proteste der Black Lives Matter-Bewegung beschloss die Stadtverwaltung von Antwerpen am 9. Juni 2020, ein Standbild des Königs zu entfernen.

## Dokumentarfilm
Die während der Herrschaft Leopolds II. im Kongo verübten Verbrechen werden in dem 2004 veröffentlichten Dokumentarfilm Congo: White King, Red Rubber, Black Death von Peter Bate thematisiert.